# 张嗣复
张嗣复，辽朝汉族官员，出自清河张氏。
辽道宗咸雍元年（1065年）夏四月，知枢密院事张嗣复患病，改知興中府事。张嗣复官至左僕射、兼侍中，致仕，封晋国公。

## 家族
- 高祖父：张礼，左散骑常侍
  - 曾祖父：张正，赠太子少师
    - 伯祖父：张雍，张正子，赠太子太傅
      - 张俭，张雍子，枢密使、左丞相、尚父
        - 张禹称，张俭长子，未仕而卒
        - 张嗣甫，张俭次子，左班殿直，未冠而卒
        - 张嗣宗，张俭季子，前进士、 上轻车都尉

    - 祖父：张琪，张正次子，龙门县令
      - 父亲：张俨，张琪之子，赠太子少傅
        - 张嗣复，张俨子
          - 子：张峄，秦州团练使
          - 子：张屺，给事中知秘监
          - 子：张峤，寿昌五年（1099年），担任殿中丞、直史馆[3]，后任鸿胪少卿，天庆二年（1112年）官至朝议大夫、守司农少卿、前知忠顺军节度副使、上骑都尉、清河县开国子、食邑五百户、赐紫金鱼袋
          - 女：张馆，嫁马直温
          - 子：张岐，金朝太子左卫率府副率
            - 孙：张德先，张岐子，金朝相州曲院都监
            - 孙：张金鳌，张岐子，幼卒
            - 孙：张德让，张岐子，金朝六宅副使
            - 孙：张贵昌，张岐子，幼卒
            - 孙：张德毅，张岐子，金朝南怀州修武县尉
              - 曾孙：张纬，张岐孙
              - 曾孙：张达不也，张岐孙
              - 曾孙：张桂孙，张岐孙
              - 曾孙：张缜，张岐孙
              - 曾孙：张和儿，张岐孙
              - 曾孙：张平章奴，张岐孙
              - 曾孙：张四狗儿，张岐孙[4]